# Ídolo-placa de Granja de Céspedes
El ídolo-placa de Granja de Céspedes (I) es un ídolo grabado sobre una placa de pizarra con motivos geométricos. Pertenece a un grupo de ídolos placa que se han encontrado en el sudoeste de la península ibérica, que se puede inscribir dentro del arte esquemático ibérico.

## Características
Se trata de una placa de pizarra negra, de forma trapezoidal, de un grosor de 90 mm y unos 20,40 cm de altura y 12,90 cm de ancho. En las esquinas superiores se han inscrito unas incisiones que dejan un espacio triangular invertido en el tercio superior. El triángulo está decorado con grabados que representan a dos ojos, representados por dos círculos concéntricos, unidos por líneas que forman cuadrados. Debajo de los ojos, cuatro líneas que están agrupadas de dos en dos por un rayado, quizás en representación de un tatuaje. Los vértices inferiores del triángulo están marcados por líneas en zigzag. Entre los ojos se halla un pequeño agujero.
La parte inferior, conformando el cuerpo, está decorada con bandas, rellenas por un rallado, en un zigzag dividido en cuatro partes.

## Interpretación
Hasta la década de 1970 los ídolos-placa se consideraban importaciones de Grecia, Oriente o Egipto e incluso se relacionaban con loas placas predinásticas egipcias, como la de Narmer. Como tales, se consideraba que representaban ídolos o seres divinos protectores. A partir de las décadas de 1980 y 90  se considera que son una manifestación más del arte esquemático ibérico de la cultura megalítica, puesto que la datación por carbono-14 de elementos contemporáneos los datan en fechas más antiguas que las civilizaciones orientales con las que se los relacionaba. El estilo se corresponde con el que se encuentra en algunos monumentos megalíticos y se relacionan con ellos por su lugar de hallazgo. Se encuentran a menudo en dólmenes de corredor, tholoi y cuevas naturales y artificiales, o incluso poblados.
Su uso es desconocido. Por su ubicación y su representación antropomorfa es posible que tuviesen un uso social o simbólico-ceremonial.

## Contexto y datación

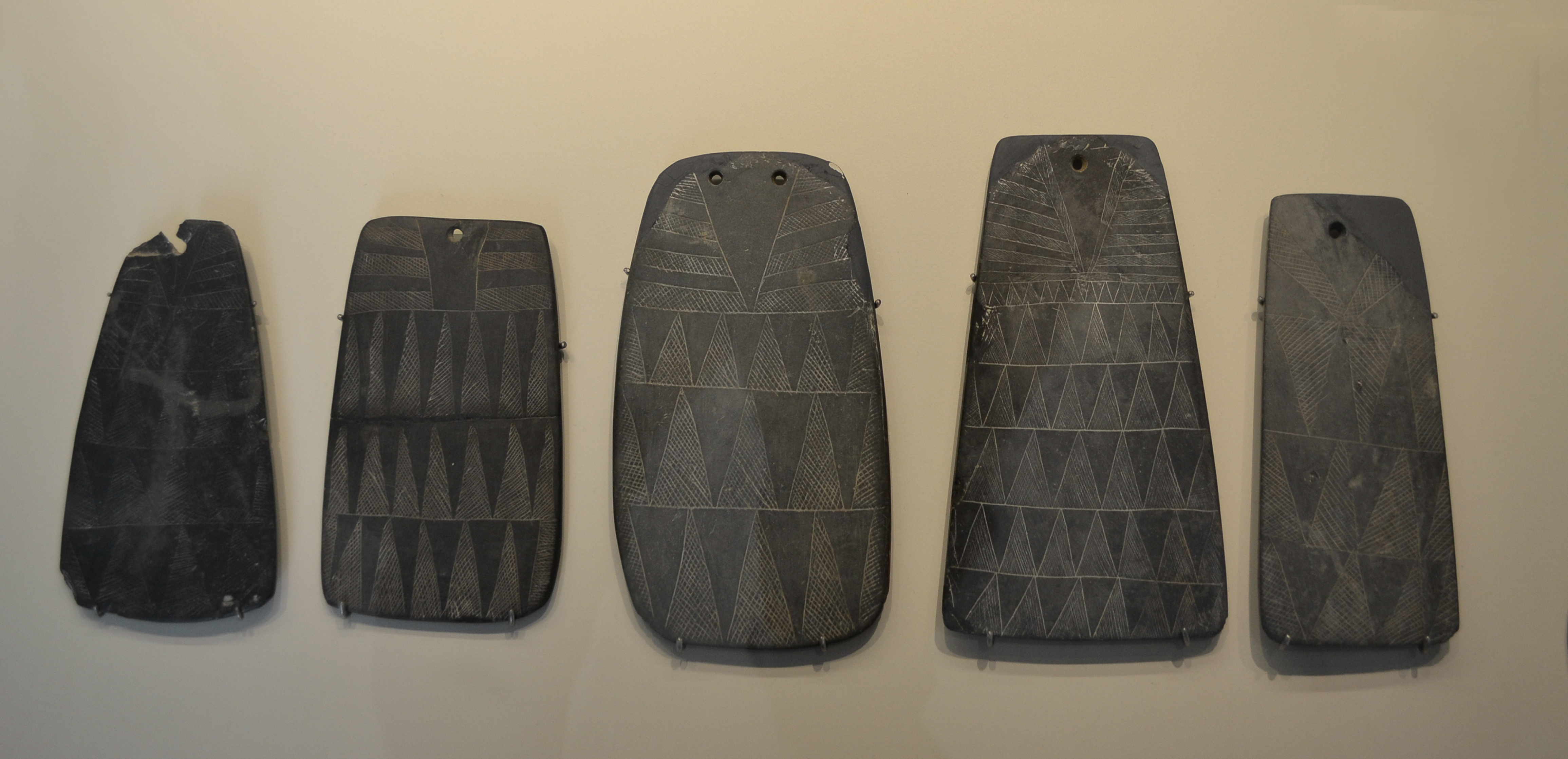
Ídolos-placa de pizarra calcolíticos en el Museo Arqueológico Nacional.

Los «ídolos-placa» se inscriben dentro de un grupo de ídolos que se han localizado en el sudoeste de la península ibérica. En general, están realizados en pizarra, aunque se han encontrado también algunos realizados en arenisca y otras rocas. Habitualmente son de forma trapezoidal, en las que en alguna ocasión se recorta la forma para representar la cabeza, los hombros o incluso los brazos. La decoración es geométrica, incisa, es distinta para cada ídolo, formada por hileras de triángulos, zig-zags, rombos, bandas horizontales y verticales, cuadrados ajedrezados, etc.
Los ídolos-placa aparecen generalmente en tumbas y poblados entre el IV y II milenio a. C. en la Extremadura española y el Alentejo portugués, aunque también se han encontrado en zonas más alejadas. Por la época y el contexto arqueológico, los ídolos se corresponden con la cultura megalítica existente en la Península.

## Procedencia
La placa fue hallada en una finca llamada Granja de Céspedes, durante unas obras de remoción y explanación en la década de 1950. La finca se encuentra en la margen derecha del rio Guadiana, a pocos kilómetros de Badajoz, dentro de su término municipal y cerca de al frontera con Portugal. Además de la placa tratada aquí, se encontraron varios fragmentos pertenecientes a otras placas similares, dos pequeños colgantes, quince láminas de sílex, un gran cuchillo de sílex y un hacha plano de basalto. Posteriormente se encontraría una estela-panoplia del Bronce Final. El dueño de la finca en aquel momento, don José Fernández López, donó el conjunto al Museo Arqueológico Nacional en 1959.